# Tweelijnmot
De tweelijnmot (Hypsopygia glaucinalis , voorheen geplaatst in de geslachten Ocrasa en Orthopygia) is een nachtvlinder uit de familie Pyralidae, de snuitmotten. De spanwijdte van de vlinder bedraagt tussen de 23 en 31 millimeter.

## Rups
De rups van de tweelijnmot leeft van allerlei soorten plantaardige resten die aan het vergaan zijn. De rups overwintert.

## Voorkomen in Nederland en België
De tweelijnmot is in Nederland en in België een vrij algemene soort. De soort vliegt van juni tot in oktober.